# Apamea submediana
Apamea submediana är en fjärilsart som beskrevs av Max Wilhelm Karl Draudt 1950. Apamea submediana ingår i släktet Apamea och familjen nattflyn. Inga underarter finns listade i Catalogue of Life.